# Altnaharra
Altnaharra, Gaelico scozzese Allt na h-Eirbhe, è un piccolo agglomerato rurale del Sutherland, nelle Highlands, nel nord della Scozia. Altnaharra si trova nelle vicinanze di Lairg e Tongue.
Il nome di Altnaharra deriva dal Gaelico scozzese Allt na h-Eirbhe, che vuol dire "ruscello presso il muro di confine".
Voci correlate
- Highland
- Highlands scozzesi